# Like a Boss
Like a Boss é um filme de comédia americano, dirigido por Miguel Arteta e escrito por Sam Pitman e Adam Cole-Kelly. E é estrelado por Tiffany Haddish, Rose Byrne, Jennifer Coolidge, Billy Porter e Salma Hayek. O filme será lançado em 10 de janeiro de 2020 nos Estados Unidos, pela Paramount Pictures. Estava programado para ser lançado em 28 de junho de 2019.

## Premissa
Duas amigas com ideais muito diferentes decidem fundar juntas uma empresa de beleza. Uma é mais prática, enquanto a outra quer ganhar a sua fortuna e viver um estilo de vida pródigo. As coisas pioram quando a sua benfeitora começa a roubar-lhes.

## Elenco
- Tiffany Haddish como Mia Carter
- Rose Byrne como Mel Paige
- Salma Hayek como Claire Luna
- Jennifer Coolidge como colega de trabalho de Mel e Mia
- Billy Porter
- Ari Graynor
- Natasha Rothwell
- Jessica St. Clair
- Karan Soni
- Ashley Johnson
- Jacob Latimore
- Jimmy O. Yang
- Seth Rollins
- Veronica Merrell como Zaylee
- Vanessa Merrell como Lux

## Produção
Em 23 de outubro de 2017, foi anunciado que a Paramount Pictures havia comprado um roteiro de comédia feminina escrito por Sam Pitman e Adam Cole-Kelly. O filme seria produzido por Peter Principato, Itay Reiss e Joel Zadak através da Principato-Young Entertainment (agora conhecido como Artists First). Em outubro de 2018, Ari Graynor, Jacob Latimore, Karan Soni, Jimmy O. Yang, Natasha Rothwell, Jessica St. Clair e Billy Porter juntaram-se ao elenco do filme.